# Max Lebaudy
Max Philippe Lebaudy (1873-1895) est un propriétaire de chevaux de course, un cycliste et un héritier français, membre de la société mondaine, dont la mort brutale déclencha une affaire militaro-financière qui défraya la chronique tout à la fin du XIXe siècle. 
Il appartient à la famille Lebaudy, qui compte des raffineurs de sucre, des financiers et des inventeurs.

## Biographie
Né à Paris au 73, boulevard Haussmann, Max Lebaudy est le troisième fils et dernier enfant de Jules Lebaudy (1828-1892) et d'Amicie (1847-1917), fille de Constance Piou. Le financier Jules Lebaudy meurt quand Max n'est encore que dans sa minorité, en laissant une fortune évaluée à près d'un quart de milliard de francs-or, soit l'une des 10 premières fortunes françaises, essentiellement gagnée dans les intérêts du raffinage du sucre, la spéculation boursière et immobilière. Max est potentiellement l'héritier de plus de 30 millions, la moitié[réf. nécessaire] de l'héritage paternel allant à sa mère, et les 3 autres parts à sa sœur aînée Jeanne de Fels et à ses deux autres frères, Jacques et Robert.
Au printemps 1892, peu avant sa mort, son père l’envoie réviser les épreuves du baccalauréat sur la Côte d'Azur : le lycéen, qui souffre sans doute déjà des poumons, découvre le jeu au casino de Monte-Carlo mais aussi toute une faune, mêlant demi-mondaines et autre tapeurs. En juin, sa mère, qui doit gérer l'héritage de Jules, lui coupe les vivres au motif que son fils suit une mauvaise pente : devenu bachelier, elle exige de lui qu'il embarque à bord du Sémiramis, pour une expédition scientifique menée par Louis Lapicque et qu'elle finance.
Refusant d'obéir, Max, via son avocat René Waldeck-Rousseau, attaque sa mère en justice : celui-ci se charge de fustiger « une mère pieuse tout sauf charitable ». C'est déjà un premier scandale. Max obtient une grande partie de son héritage le jour de ses 21 ans, en janvier 1894, et se lance dans diverses opérations dont l'achat de chevaux de courses et d'un yacht, imitant ses deux frères, Jacques et Robert. Il cherche aussi à soigner ses poumons, souffre sans doute d'une forme de tuberculose, s'essaye au cyclisme, tente même de concourir et parfois avec succès. En juin 1895, Max achète un quotidien appelé Le Soir, et en fait un journal turfiste, rebaptisé Le Soir tiercé.
Appelé sous les drapeaux malgré sa maladie, refusant d'être exempté dans un premier temps, il meurt subitement le 24 décembre 1895 au sanatorium militaire d'Amélie-les-Bains. Il est inhumé au cimetière du Père-Lachaise (89e division).

## L'affaire du «Petit Sucrier»

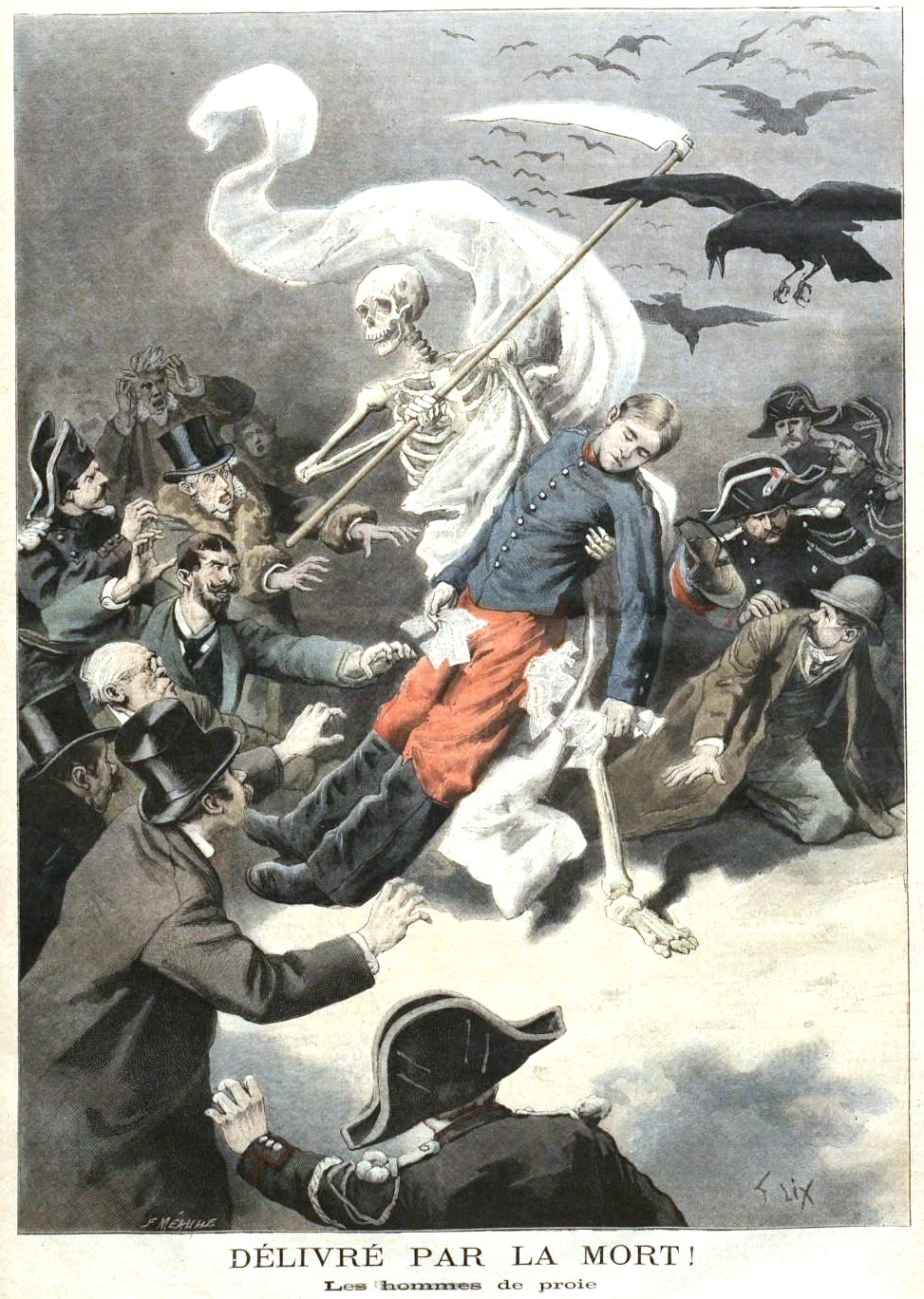
La mort de Max Lebaudy vue par Frédéric Lix, illustration dans Le Petit Journal illustré (1896).

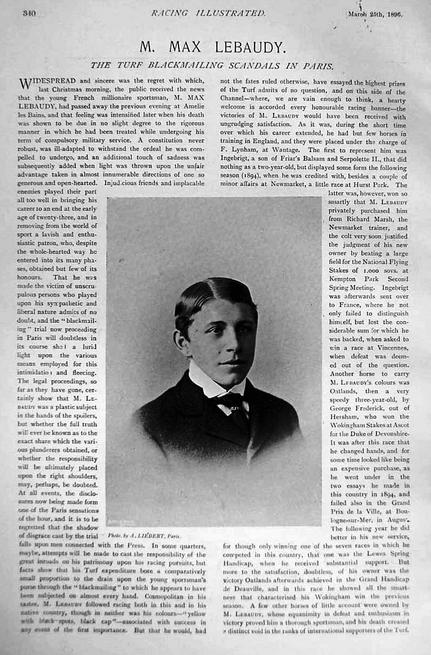
Le Racing Illustrated londonien s'émeut le 25 mars 1896 qu'un aussi jeune et prometteur propriétaire de chevaux, connu en Angleterre, se soit si facilement laissé abuser par tant de maîtres chanteurs… (photographie par Alphonse Liébert).

### Contexte
La nouvelle des circonstances de la mort de Max place les Lebaudy au centre d'une campagne de presse où s'expriment les grandes plumes de l'époque, dont celle d'Octave Mirbeau. Le procès s'ouvre le 9 janvier 1896 à la demande d'Amicie, de Jacques et Robert Lebaudy. L'affaire n'est pas simple en ce qu'elle est embrouillée par la presse de l'époque, qui, à de rares exceptions, pratique des amalgames : le contexte est assez explosif, puisque d'un côté le capitaine Dreyfus a été condamné quelques mois plus tôt et l'armée française en sa gestion du secret en sort peu grandie, et de l'autre, le scandale de Panama éclabousse des pans entiers de l'establishment politique et financier. Un siècle plus tard, un historien comme Gérard Delaisement (1920-2013) permet de replacer les événements dans leur juste mesure. Début 1894, Max Lebaudy confia 17 millions à la Société française de banque et de change (SFBC) codirigée par Louis Alfred Balensi, lequel prend la fuite avec d'importantes sommes en liquide le 26 décembre 1895, soit deux jours après le décès de Max. C'est face à ce trou financier, et à la mise en faillite de la SFBC, et à de nombreuses reconnaissances de dettes découvertes chez Max, que la famille Lebaudy décide d'ester en justice : sept personnalités sont arrêtées aux motifs de tentative de chantage et d'extorsion en association contre la personne de Max Lebaudy, lequel souffrait de la tuberculose : aussitôt, les sept inculpés sont qualifiés de « maîtres chanteurs ». L'armée, sacro-sainte institution en ces temps de revanchisme et d'espionnite, n'est nullement incriminée mais la presse progressiste et bon nombre d'intellectuels en décident autrement. Max est qualifié de « petit sucrier » et de « gentil fils à papa victime de la Grande Muette et de parasites ». On érige bientôt son martyre en exemple : la une du Petit Journal illustré du 26 janvier en constitue l'apothéose. 
Dès le 15 janvier, constatant la curée, Octave Mirbeau dénonce l'attitude lamentable de certains de ses confrères (dont Édouard Drumont) : « Il n'est pas de jour où la presse ne dénonce quelqu'un. Et aussitôt elle instruit son procès, juge et condamne. […] Elle transforme en infamies les actes les plus permis, elle embrouille inextricablement les affaires les plus simples. Et si par hasard quelques-uns des accusés prouvent à la Justice qu'elle s'est trompée, la tare que leur aura faite le journal n'en demeurerait pas moins, sur eux, éternellement […]. Sous prétexte d'information, la presse est devenue quelque chose comme la succursale de la préfecture de police et l'antichambre du cabinet du juge d'instruction. »

### L'audience
Les personnalités arrêtées le 6 janvier passent en jugement à partir du 10 mars. Sont appelés au box des accusés :
- Ulrich-Eugène-Honoré du Collin de Barizien de Civry (1853-?), directeur à L’Écho de l'armée ;
- Marie-Joseph-Jean du Collin de Barizien de Civry (1860-?), frère du précédent ;
- Marie-Werther Cesty, dit Lionel de Cesty (1846-?), agent électoral d’Édouard Drumont ;
- Georges-Joseph Poidebard de Labruyère ;
- Joseph-Philippe-Charles-Marie Chiarisolo (1850-?), journaliste et ancien secrétaire de Charles Baïhaut ;
- Armand-Maurice-Dieudonné Rosenthal, dit Jacques Saint-Cère, journaliste ;
- Alexandre-Charles-Émile Poissonnier, dit Carle des Perrières (1845-?), un habitué des casinos.

Dans la salle, on note la présence de l'artiste Henri de Toulouse-Lautrec, qui se passionne également pour une autre affaire en cours, impliquant Émile Arton. Comparaissent entre autres comme témoins Séverine, compagne de Labruyère, l'actrice Marie-Louise Marsy, Charles Lalou, Charles Le Senne, Fernand Xau, Drumont, André de Boisandré, Charles Ephrussi.

### Verdict
Les conclusions du tribunal sont rendus le 26 mars. Les juges constatent que le jeune homme paya copieusement différents réseaux, liés au courses hippiques (le « turf »), et aussi au monde de la nuit, et que bon nombre d'intermédiaires abusèrent de sa prodigalité. Et parce qu'intense était son désir de faire partie de la société des hommes, de s’émanciper, d'être aussi fort et brillant que les autres fils de riches, c'est ainsi qu'il voulut faire son armée, « comme les gens normaux », puis qu'il le regretta, et qu'enfin la fièvre typhoïde l'emporta. Une bien triste affaire en forme de gâchis, en somme.
Lionel de Cesti, qui avait mis en relation Balensi et Max, fut condamné à treize mois de prison, mais fut mis en liberté conditionnelle dès septembre 1896.
Le principal suspect, Louis-Alfred Balensi, accusé d'abus de confiance et de détournements de fonds, fut rattrapé par la justice américaine : réfugié à New York, il y avait ouvert en 1897, sous un faux nom, un commerce de détail. Il fut condamné à sept ans de prison ferme après diverses opérations d'escroquerie, qu'il purgea entièrement à la prison de Sing Sing. Revenu en France, il fut traduit en justice en 1903 : au cours du procès, il apparut que Balensi avait restitué 14 millions aux Lebaudy. Il ressortit libre.

## Max Lebaudy dans les représentations
- Raoul Ponchon compose une « Ode au Petit Sucrier » en juillet 1895[9] : d'après le Journal de Jules Renard, Ponchon et Alphonse Allais dînèrent chez Max Lebaudy ;
- La comédienne Polaire chantera à l'Eldorado : « Max ! Max ! qu’ t’es rigolo ! /  Quel suc tu jett’s en tringlot ! /  C’est pas qu’ tu sois joli, joli garçon, /  seul’ment, t’as tant, d’pognon ! /[10]... », une chanson de Lucien Delormel et Sam Devere.
- Alfred Jarry dans Les Jours et les Nuits, roman d'un déserteur (posth., 1948) emprunte à Max quelques traits pour le personnage de Philippe dans cette œuvre résolument antimilitariste[11].